# Desidratação
A desidratação, em fisiologia, é a falta de água corporal total que interrompe os processos metabólicos. Ocorre quando o corpo humano perde mais água do que a que consegue repor, e com isso não tem água suficiente para realizar suas funções normais. Indivíduos desidratados apresentam um volume de sangue menor que o normal, o que força o coração a aumentar o ritmo de seus batimentos, quadro chamado pelos médicos de taquicardia. Outros sintomas podem ser fraqueza, tontura, dor de cabeça, fadiga, xerostomia e pode levar à morte. Ocorre quando a perda de água livre excede a ingestão, o que é geralmente o resultado de suor excessivo, de certas condições de saúde ou de um consumo inadequado de água. A desidratação ligeira também pode resultar da diurese do mergulho, o que pode aumentar o risco de doença descompressiva nos mergulhadores.
A maioria das pessoas pode tolerar uma redução de 3-4% na água corporal total sem dificuldade ou efeitos adversos à saúde. Uma redução de 5-8% pode causar fadiga e tontura . A perda de mais de 10% da água corporal total pode causar deterioração física e mental, acompanhada de sede intensa. A morte ocorre com uma perda de 15 e 25% da água corporal. A desidratação ligeira é geralmente tratada com reidratação oral, mas os casos graves podem necessitar de fluidos intravenosos.
A desidratação pode causar hipernatremia (níveis elevados de ião sódio no sangue. Isto é diferente da hipovolemia (perda de volume sanguíneo, especialmente de plasma sanguíneo.
A desidratação crónica pode promover a formação de cálculos renais, bem como o desenvolvimento de doença renal crónica.
Uma maneira de tratar a desidratação é o soro caseiro. Também existem soros industrializados contra a desidratação. Soros industrializados são especialmente indicados em casos de desidratação por apresentarem composição equilibrada de cloreto de sódio, cloreto de potássio monoidratado, citrato de sódio diidratado e glicose. A composição equilibrada desses ingredientes evita efeitos colaterais como convulsões.

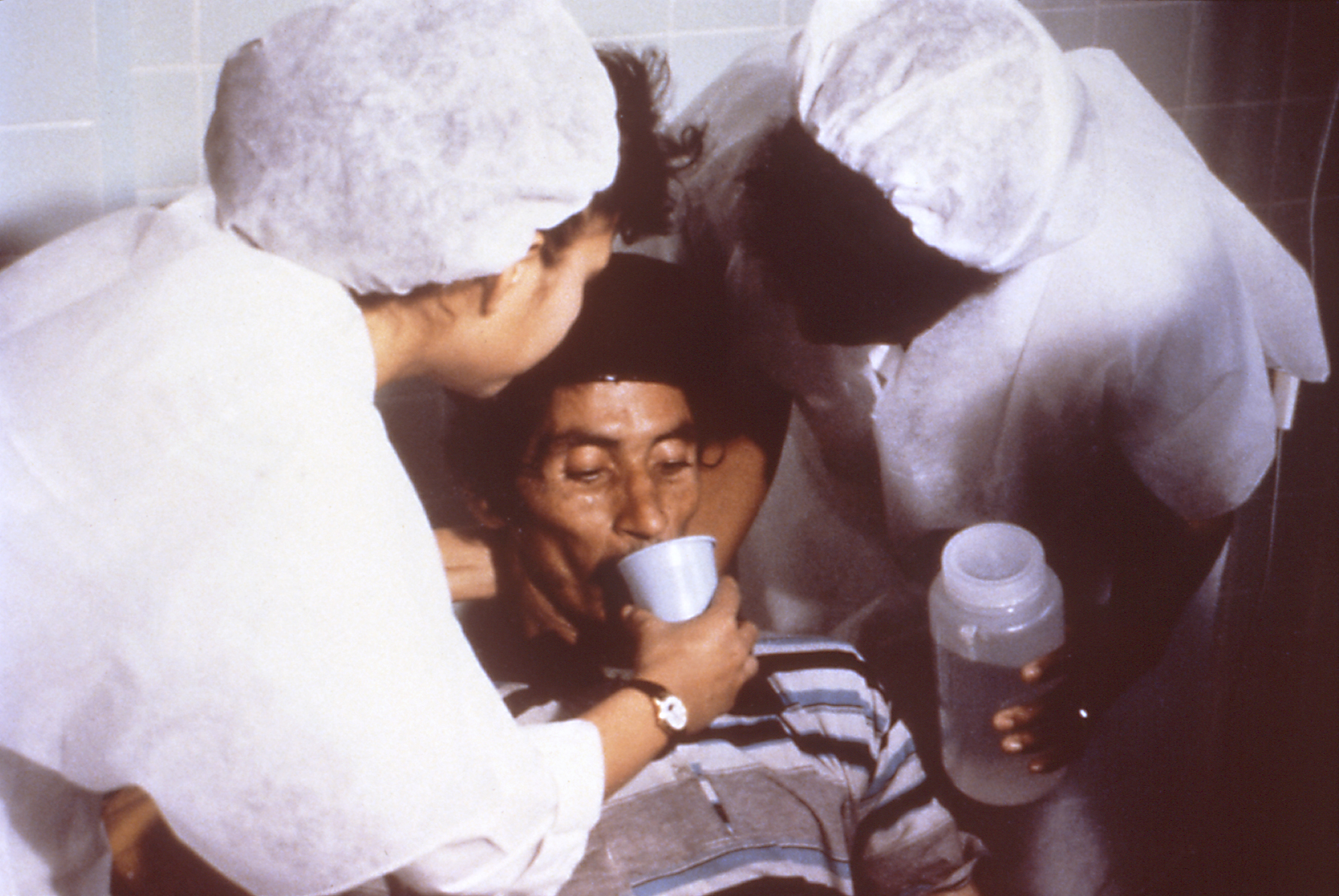
Enfermeiros a incentivar um doente a beber uma solução de reidratação oral para tratar a desidratação causada pela cólera.

## Signos e sintomas

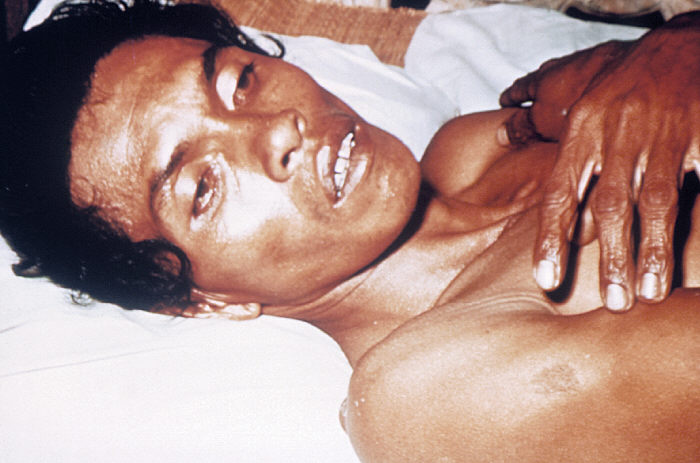
Uma pessoa com desidratação grave devido à cólera, que provocou olhos encovados e enrugamento das mãos e da pele

Os sinais característicos da desidratação são a sede e alterações neurológicas, como dor de cabeça, mal-estar, perda de apetite, náuseas e diminuição do volume urinário (a não ser que a poliúria seja a causa da desidratação propriamente dita), confusão mental, fadiga inexplicável, unhas roxas e convulsões. Os sintomas de desidratação tornam-se cada vez mais graves, com maior perda total de água corporal. Uma perda de água de 1% a 2%, considerada desidratação ligeira, prejudica o desempenho cognitivo. Embora nas pessoas com mais de 50 anos a sensação de sede diminua com a idade, um estudo descobriu que não houve diferença na ingestão de líquidos entre jovens e idosos. Muitas pessoas idosas apresentam sintomas de desidratação, sendo o mais comum a fadiga. A desidratação contribui para a morbilidade na população idosa, especialmente durante condições que promovem a perda insensível de água livre insensível, como o clima muito quente.

## Causa
Os fatores de risco para a desidratação incluem, mas não estão limitados a: praticar exercício em climas quentes e húmidos, viver a grandes altitudes, praticar atletismo de resistência, ser idoso, ser criança e ter uma doença crónica.
A desidratação também pode ser um efeito secundário de muitos tipos de medicamentos e drogas.
Nos idosos, a deficiente resposta à sede ou o deficiente acesso à água livre em casos de perda excessiva de água livre (especialmente relacionada com hiperglicemia) parece ser a principal causa da desidratação. O excesso de água livre ou água hipotónica pode fazer com que o organismo perca água de duas formas: perda transepidérmica de água, como na diurese osmótica, sudação, vómitos e diarreia, e perda transepidérmica de água, que ocorre principalmente por evaporação através da pele e do trato respiratório. Nos humanos, a desidratação pode ser causada por uma grande variedade de doenças e condições que alteram a homeostase da água no organismo. Estas condições são causadas principalmente por sede ou acesso à água prejudicados ou por excesso de sódio.

## Mecanismo

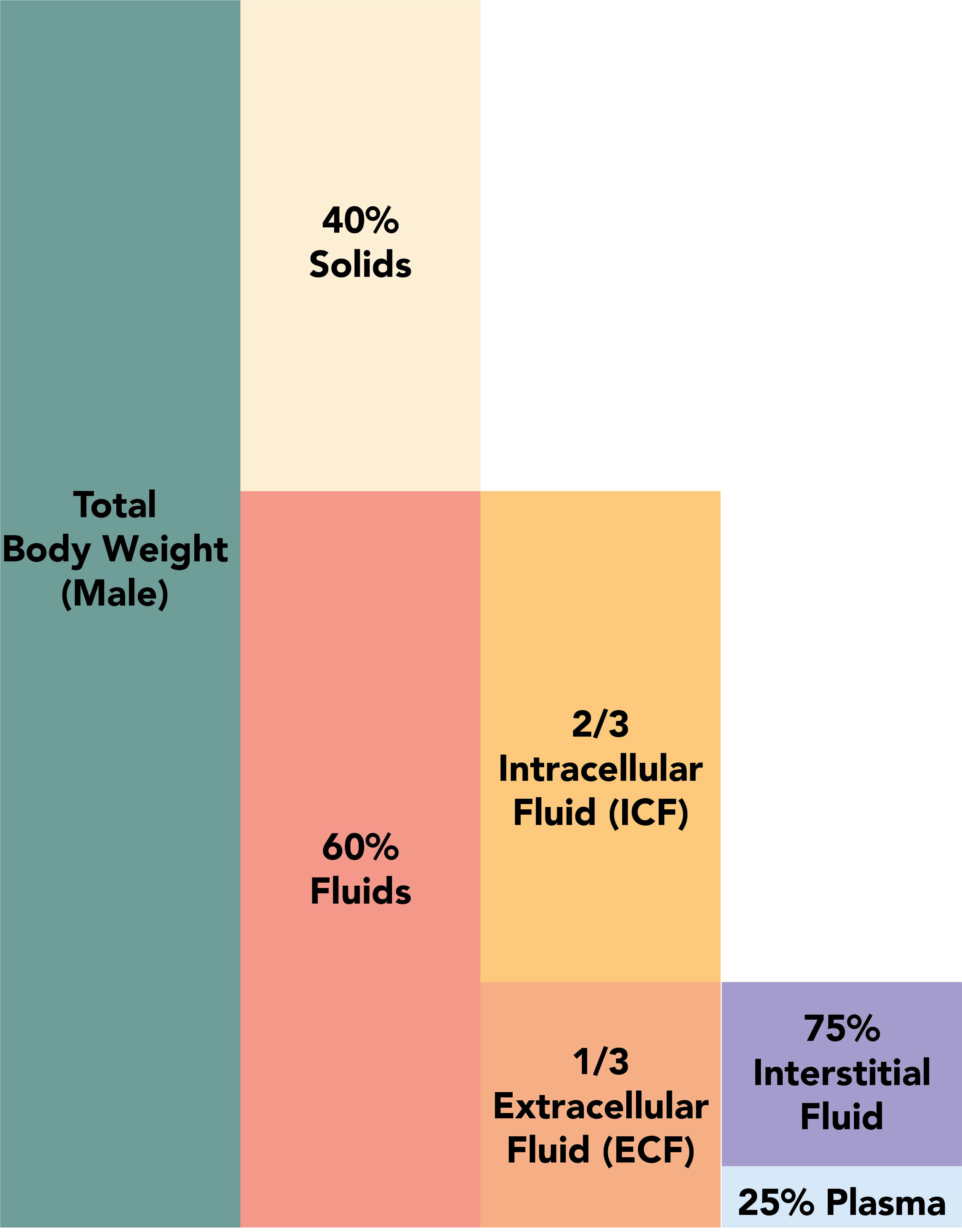
Diagrama que mostra a distribuição da água corporal total em percentagens de fluido intracelular e extracelular.

O teor de água do corpo humano varia entre 70-75% nos recém-nascidos e 40% ou menos nos adultos obeso, e é reportado como um valor médio de 60%. A água no organismo é classificada como fluido intracelular ou extracelular. O fluido intracelular é a água contida nas células, que constitui aproximadamente 57% do peso total da água corporal.  O fluido no interior das células contém elevadas concentrações de potássio, magnésio, fosfato e proteínas. O fluido extracelular consiste em todos os fluidos fora das células e inclui o sangue e o fluido intersticial, que constituem aproximadamente 43% do peso total da água corporal. Os iões mais comuns no fluido extracelular são o sódio, o cloreto e o bicarbonato.
A concentração de moléculas e iões no fluido é descrita como osmolaridade e é medida em osmoles por litro (Osm/L). Quando o organismo apresenta um défice de água livre, a concentração de solutos aumenta. Isto leva a uma maior osmolaridade do soro. Quando a osmolaridade sérica está elevada, esta é detectada pelos osmorreceptores do hipotálamo. Estes recetores desencadeiam a libertação de vasopressina (hormona antidiurética) (ADH). O ADH atua na resistência à desidratação, aumentando a absorção de água pelos rins e provocando a constrição dos vasos sanguíneos. Atua sobre os recetores V2 das células dos túbulos coletores do nefrónio, aumentando a expressão de aquaporina. Em casos mais extremos de baixa pressão arterial, o hipotálamo liberta maiores quantidades de ADH, que também atuam nos recetores V1. Estes recetores provocam a contração do músculo liso dos vasos periféricos, o que aumenta a resistência vascular sistémica e eleva a pressão arterial.

## Diagnóstico

### Definição
A desidratação ocorre quando a ingestão de água é insuficiente para repor a água livre perdida através de processos fisiológicos normais, como respiração, micção, sudorese ou outras causas, como diarreia e vómito. A desidratação pode ser fatal quando grave e resulta em convulsões ou paragem respiratória, além de acarretar o risco de edema cerebral osmótico se a reidratação for demasiado rápida.
O termo "desidratação" tem sido por vezes utilizado incorretamente como equivalente a uma condição distinta e relacionada, hipovolemia, que se refere especificamente a uma diminuição do volume do plasma sanguíneo. Ambos são regulados por mecanismos independentes em humanos; a distinção é importante para o tratamento.

### Reconhecimento físico
Os sinais comuns de desidratação incluem: mucosas secas, axilas secas, aumento do tempo de enchimento capilar, olhos encovados e baixo turgor da pele. Casos mais extremos de desidratação podem provocar hipotensão ortostática, tonturas, fraqueza e alteração do estado mental. Dependendo da causa subjacente da desidratação, podem também estar presentes outros sintomas. A transpiração excessiva após exercício pode estar associada a cãibras musculares. Os doentes com perda de água gastrointestinal causada por vómitos ou diarreia podem também apresentar febre ou outros sinais sistémicos de infeção.
O teste de turgor cutâneo pode ser utilizado para auxiliar no diagnóstico de desidratação. O teste de turgor cutâneo é realizado através do beliscão da pele do corpo do paciente, geralmente no antebraço ou no dorso da mão, e observando a rapidez com que esta regressa à sua posição normal. O teste de turgor cutâneo pode não ser muito fiável em doentes com elasticidade cutânea reduzida, como os idosos.

### Exames laboratoriais
Embora não exista um único teste para diagnosticar a desidratação, podem ser observadas evidências de desidratação em múltiplos exames laboratoriais ao sangue e à urina. A osmolaridade sérica acima de 295 mOsm/kg é comum na desidratação devido à perda de água livre. Um exame à urina, que é um exame químico e microscópico da urina, pode revelar cores mais escuras ou um odor desagradável em casos de desidratação grave. O sódio urinário também fornece informações sobre o tipo de desidratação. Na desidratação hiponatrémica, como a provocada por vómitos e diarreia, o sódio urinário será inferior a 10 mmol/L devido ao aumento da retenção de sódio pelos rins, num esforço para conservar água. Em doentes desidratados com perda de sódio devido a diuréticos ou disfunção renal, o sódio urinário pode subir acima dos 20 mmol/L. Os doentes podem também apresentar níveis séricos elevados de azoto ureico sanguíneo e creatinina. Ambas as moléculas são normalmente excretadas pelos rins, mas quando o volume sanguíneo circulante é baixo, os rins podem ser lesados. Isto provoca uma diminuição da função renal em casos de níveis elevados de azoto ureico no sangue e de creatinina sérica.

## Complicações
As principais são: choque por baixo volume sanguíneo (choque hipovolémico), coma, convulsões infeção urinária, doença renal, enfarte do miocárdio, hipernatrémia, doença metabólica e hipertensão

## Prevenção
Para as atividades de rotina, a sede é um bom guia para manter uma boa hidratação. A ingestão mínima de água varia individualmente em função do peso, gasto energético, idade, sexo, atividade física, ambiente, dieta e genética. Com exercício, exposição a clima quente ou redução da resposta à sede, devem ser consumidas quantidades adicionais de água. Em atletas de competição, beber apenas quando sedento é ideal para o desempenho e segurança, apesar da perda de peso, e até 2010, não existiam estudos científicos que demonstrassem que antecipar a sede (beber antes da sede) fosse benéfico e mantivesse o peso durante o exercício.
Em clima quente e húmido ou durante o exercício vigoroso, a perda de água pode aumentar drasticamente, uma vez que os humanos têm uma grande e variável capacidade de transpirar. As perdas de suor de corpo inteiro nos homens podem exceder 2 L/h durante desporto de competição, sendo observadas taxas de 3 a 4 L/h durante o exercício de curta duração e alta intensidade em ambientes quentes. Quando se perdem grandes quantidades de água através do suor, perdem-se também eletrólitos, especialmente sódio.
Na maioria dos atletas que se exercitam e transpiram durante 4 ou 5 horas com uma concentração de sódio no suor inferior a 50 mmol/L, a perda total de sódio é inferior a 10% do total armazenado no organismo (o total armazenado é de aproximadamente 2500 mmol, ou 58 g para uma pessoa de 70 kg). Estas perdas parecem ser bem toleradas pela maioria das pessoas. A inclusão de sódio em bebidas de reposição de líquidos é teoricamente benéfica e apresenta pouco ou nenhum risco, desde que estes líquidos sejam hipotónicos (uma vez que o pilar central da prevenção da desidratação é a reposição das perdas de água livre).

## Tratamento
O tratamento mais eficaz para a desidratação ligeira é considerado beber água e reduzir a perda de líquidos. A água pura apenas restaura o volume do plasma sanguíneo, inibindo o mecanismo da sede antes que os níveis de soluto possam ser repostos. O consumo de alimentos sólidos pode tamén contribuír á hidratación. Estímase que aproximadamente o 22 % da inxesta de auga nos Estados Unidos procede dos alimentos. A concentração de urina e a frequência de evacuação voltarão ao normal à medida que a desidratação for resolvida.
Em alguns casos, a correção do estado de desidratação é conseguida através da reposição da água e dos eletrólitos necessários (através de terapia de reidratação oral ou reposição de fluidos por terapia intravenosa). Uma vez que a reidratação oral é menos dolorosa, não invasiva, barata e fácil de administrar, é o tratamento de eleição para a desidratação ligeira. As soluções utilizadas para a reidratação intravenosa podem ser isotónicas, hipertónicas ou hipotónicas dependendo da causa da desidratação, bem como da concentração de sódio no sangue. A água pura injetada nas veias provoca a degradação (lise) dos glóbulos vermelhos.
Quando a água doce não está disponível (por exemplo, no mar ou no deserto), a água do mar ou as bebidas com concentrações significativas de álcool agravam a situação de desidratação. A urina contém uma concentração de solutos mais baixa do que a suor; isto fará com que os rins criem mais urina para eliminar o excesso de sal, provocando mais perda de água do que a bebida com água do mar.
Em casos graves de desidratação, em que houve desmaios, perda de consciência ou outros sintomas inibitórios graves (o doente não consegue manter-se de pé nem pensar com clareza), é necessário um atendimento de emergência. Os fluidos que contêm um equilíbrio adequado de eletrólitos de reposição são administrados por via oral ou intravenosa, com avaliação contínua do estado eletrolítico; a resolução completa é normal em quase todos os casos, exceto nos mais extremos.

## Prognóstico
O prognóstico da desidratação depende da causa e do grau de desidratação. A desidratação ligeira é geralmente tratada com hidratação oral. A desidratação crónica, como a provocada pelo trabalho físico extenuante ou pela diminuição da sede, pode levar à doença renal crónica. Os idosos com desidratação apresentam um elevado risco de confusão, infecções do trato urinário, quedas e até mesmo atraso na cicatrização de feridas. Em crianças com desidratação ligeira ou moderada, a hidratação oral é um tratamento adequado para a recuperação completa.

## Níveis
A desidratação pode ocorrer em níveis diferentes, e com isso apresentar sintomas cada vez mais graves. Entre eles:
- Desidratação leve: Sede;
- Desidratação mediana: Pele seca e inflexível, taquicardia, perda de peso, aumento da temperatura corporal;
- Desidratação grave: Queda da pressão arterial, sensação de perda de consciência eminente, estupor, hipertermia, convulsões, choque, e até a morte.